# Shiu Ying Hu
Shiu Ying Hu (China, 1908 - Hong Kong, 22 de mayo de 2012) fue una botánica china exiliada en EE. UU.

## Biografía
Perteneció al personal científico del "Arnold Arboretum".
En 1934 asiste a la "Universidad Lingnan" de Cantón, graduándose en Botánica, y trabaja en su Herbario. En el momento de pensar en su Maestría, estalla la guerra con Japón y su Universidad se muda a la ciudad de Chengtu. Allí enseña y es nombrada presidenta de la "Asociación Internacional de Mujeres"; dándose la oportunidad de pensar en Harvard gracias al vicepresidente que era egresado de allí y le rellena los formularios. Dos colegas estadounidenses le pagan el pasaje (ella ganaba en la Universidad, en arroz a razón de tres bushel/mes = 75 kg/mes). Además en EE. UU. había una colectividad de empresarios chinos imposibilitados de regresar, que fueron sus mecenas.
En 1946 llega a EE. UU. para estudiar tres años con el Dr. Elmer Merrill, pero debido a la instauración de la República Comunista China acabó quedando exiliada 28 años más trabajando hasta su retiro. Gracias a su dedicación, la prohibición absoluta de los botánicos en China de establecer correspondencia con estadounidenses no se aplicaba a sus connacionales, por lo que a través de ella prácticamente todos los científicos botánicos chinos que necesitaban adquirir una publicación lo hicieron a través suyo. Además, la inmensa mayoría de los pedidos los pagaba de su propio estipendio, por lo que su contribución a China es muy importante. Además le tocaron los tiempos anteriores a la fotocopia por lo que fotografiaba, microfilmaba, o directamente tipeaba trabajos para sus aislados colegas.
A la muerte de Mao retornó en varias oportunidades a China, dando cursos intensivos en sus Universidades.
- La abreviatura «S.Y.Hu» se emplea para indicar a Shiu Ying Hu como autoridad en la descripción y clasificación científica de los vegetales.[2]

Identificó y nombró a 329 especies.

## Honores

### Eponimia
En 1992 se instituyó el "Premio Shiu Ying Hu" en su honor por sus exhaustivos estudios de la taxonomía del género botánico Ilex. La Dra. Hu fue la primera ganadora del premio.